# テオドール・デーラー
テオドール・デーラー（Theodor  Döhler, 1814年4月20日 - 1856年2月21日）は、ドイツのピアニスト、作曲家。
ジュリアス・ベネディクト、カール・チェルニー、ジーモン・ゼヒターに師事し、ロマン派のヴィルトゥオーゾピアニストとして名をはせた。

## 生涯
デーラーはナポリで生まれた。彼の父（1843年、ルッカで没）がそこに住み、カペルマイスターを務めていたからである。神童であったデーラーはこの地で指揮者のジュリアス・ベネディクトから最初の音楽教育を受けた。デーラーがナポリで公開演奏会をするようになったのは13歳の時である。
1827年、デーラーは父がルッカで働くことになったため、共にそこへ移り住んだ。1829年から1834年にはウィーンに居を構え、チェルニーの下でピアノを学び、同時期にジーモン・ゼヒターから作曲の指導を受けていた。次に彼の足取りが分かるのは1838年、リストがウィーンに、タールベルクが再びパリにいた時である。1832年に、デーラーはルッカ公国の援助を受けることができるようになった。1834年から1845年にはコンサートピアニストとしてヨーロッパを旅して周り、イタリア、フランス、オランダ、デンマーク、ポーランド、ロシアで演奏を行った。彼はピアニストとして非常に成功し、人気を博したヴィルトゥオーゾであったと考えられている。
1846年、デーラーを援助していたルッカ公国が彼に男爵の地位を与えた。貴族の一員となったデーラーは、その年にロシアの王女であるエリーゼ・シェレメテフ（Elise Sheremeteff）婦人と結婚することができた。これにともなって、デーラーは公開演奏から引退してしばらくの間モスクワに落ち着く。1848年にはナポリへと戻り、そこでピアノ小品やオペラ「Tancreda」を作曲した。このオペラが初演されたのは、1856年のフィレンツェでの彼の死から24年後の、1880年のことであった。

## 主要作品
- ノクターン Op. 24
- ノクターン第1番 ハ長調 Op. 25
- タランテラ Op. 39
- ピアノ左手のためのアンダンテ第33番 Op. 42
- 歌詞のないロマンス